# 逆戻り
| ウィキペディアには「逆戻り」という見出しの百科事典記事はありません（タイトルに「逆戻り」を含むページの一覧/「逆戻り」で始まるページの一覧）。 代わりにウィクショナリーのページ「逆戻り」が役に立つかもしれません。 |